# Abacab
Az 1981-os Abacab a Genesis tizenegyedik stúdióalbuma. Az album zenei anyaga elég minimalistának számít a többi Genesis-lemezhez képest, emiatt az együttes egyik legmegosztóbb albumának számít. Érdekesség, hogy a No Reply at All című dalban az Earth, Wind & Fire fúvósszekciója működött közre.
Az album jellegzetessége a korábbinál erőteljesebb dobhang volt. Ezt az úgynevezett gated reverb effekttel hozták létre, melynek során a hangot egy kompresszoron küldik át, ami a hangot csak egy előre meghatározott hangerőküszöb alatt engedi át. Ennek eredménye egy erőteljes, „élő”, mégis kontrollált hangzás. A technikát Collins, Peter Gabriel és hangmérnök-producerük, Hugh Padgham dolgozta ki, amikor Gabriel 1980-as albumán dolgoztak. A hangzás szerves részét képezte Collins első, Face Value albumának, valamint Collins és a Genesis későbbi munkáinak is.
A lemez felvételei az együttes újonnan épült The Farm nevű stúdiójában zajlottak, a későbbi Genesis-albumokat is itt vették fel.

## Az album dalai
Minden dalt Phil Collins, Tony Banks és Mike Rutherford szerzeményeként tüntettek fel.
1. Abacab – 6:58
2. No Reply at All – 4:33
3. Me and Sarah Jane – 6:02
4. Keep It Dark – 4:33
5. Dodo/Lurker – 7:31
6. Who Dunnit? – 3:22
7. Man on the Corner – 4:28
8. Like It or Not – 4:58
9. Another Record – 4:38

## Közreműködött
- Phil Collins – ének, dob, ütőhangszerek
- Mike Rutherford – basszusgitár, gitár
- Tony Banks – billentyűs hangszerek
- Earth, Wind & Fire fúvósszekciója a No Reply at All dalban
- Thomas Washington – kürt a No Reply at All dalban